# Кумгаузен
Кумгаузен (нім. Kumhausen) — громада в Німеччині, знаходиться в землі Баварія. Підпорядковується адміністративному округу Нижня Баварія. Входить до складу району Ландсгут.
Площа — 37,07 км2. Населення становить 5524 ос. (станом на 31 грудня 2020).